# John R. Kelso
John Russell Kelso (* 23. März 1831 bei Columbus, Ohio; † 26. Januar 1891 in Longmont, Colorado) war ein US-amerikanischer Politiker. Zwischen 1865 und 1867 vertrat er den Bundesstaat Missouri im US-Repräsentantenhaus.

## Werdegang
John Kelso erhielt eine gute Grundschulausbildung und studierte danach bis 1859 am Pleasant Ridge College in Missouri. Während des Bürgerkrieges diente Kelso in verschiedenen Einheiten des Unionsheers. Dabei erreichte er den Rang eines Hauptmanns.
Bei den Kongresswahlen des Jahres 1864 wurde er als unabhängiger Republikaner im vierten Wahlbezirk von Missouri in das US-Repräsentantenhaus in Washington, D.C. gewählt, wo er am 4. März 1865 die Nachfolge von Sempronius H. Boyd antrat. Da er im Jahr 1866 auf eine erneute Kandidatur verzichtete, konnte er bis zum 3. März 1867 nur eine Legislaturperiode im Kongress absolvieren. In dieser Zeit endete der Bürgerkrieg. Die Arbeit des Kongresses wurde durch den Konflikt zwischen den Republikanern und Präsident Andrew Johnson überschattet. Im Jahr 1865 wurde der 13. Verfassungszusatz ratifiziert.
Zwischen 1867 und 1869 leitete John Kelso die Kelso Academy in Springfield. Im Jahr 1872 zog er nach Modesto in Kalifornien und 1885 nach Longmont (Colorado), wo er ein Anwesen erwarb. In dieser Zeit war Kelso als Autor und Rezitator tätig. Er starb am 26. Januar 1891 auf seinem Anwesen in Colorado.